# Уошо (шимпанзе)
Уошо (англ. Washoe; 1965 — 30 октября 2007) — первая шимпанзе, которую обучили амслену — американскому языку жестов — в рамках эксперимента по изучению усвоения языка у животных. Её удалось обучить приблизительно 350 знакам.

## Эксперимент
Эксперимент был начат в июне 1966 года Алленом и Беатрис Гарднер в Университете Невады, Рино, когда в их лаборатории появилась шимпанзе, возраст которой определили в 8—14 месяцев, судя по её массе и состоянию зубов. Ей дали имя Уошо (англ. Washoe) в честь округа Уошо, где располагался Университет Невады:665. Позднее Уошо была переведена в Университет Оклахомы под опеку Роджера Фоутса.
Уошо была выращена в условиях, приближённых к воспитанию детей человека. Гарднеры и Фоутс при взаимодействии с Уошо старались использовать только язык жестов, чтобы создать наиболее комфортные условия для изучения языка.
Через несколько лет эксперимента учёные заметили, что Уошо могла обучаться новым жестам без применения методов оперантного обусловливания, лишь наблюдая за людьми. Более того, они обратили внимание на то, что немедленные вознаграждения препятствуют обучению и отвлекают шимпанзе.
К исходу 22 месяцев пребывания в лаборатории Уошо выучила более 30 жестов, а к концу обучения знала около 350 жестов. Чтобы жест считался усвоенным, она должна была использовать его самостоятельно и уместным образом в течение 14 последовательных дней.
Когда у Уошо родился детёныш (согласно другому источнику, это был её приёмный сын:88), то он начал учиться жестам, наблюдая не за людьми, а за другими обезьянами, при этом Уошо помогала ему правильно показывать руками жесты-символы.

## Фильмы
В 1973 году Аллен и Беатрис Гарднер создали о шимпанзе Уошо серию из трёх чёрно-белых фильмов под собирательным названием «Развитие двустороннего общения с шимпанзе Уошо» (англ. Development of Two-Way Communication
with the Chimpanzee Washoe):
- «Обучение шимпанзе Уошо языку жестов» (англ. Teaching Sign Language to the Chimpanzee Washoe), 48 минут
- «Поведенческое развитие у шимпанзе Уошо» (англ. Behavioral Development in the Chimpanzee Washoe), 45 минут
- «Тестирование словаря шимпанзе Уошо» (англ. Testing the Vocabulary of the Chimpanzee Washoe), 30 минут

## Схожие проекты
Проекту с шимпанзе Нимом Чимпски не удалось воссоздать результаты Уошо. Неудачу приписывают плохой методологии обучения и тому, что Ним постоянно находился в изоляции в лабораторных условиях в течение всей его жизни.